# مارفن سيمون
مارفن سيمون (بالإنجليزية: Marvin Simon)‏ هو مهندس أمريكي، ولد في 1939، وتوفي في 2007.